# Војо Димитријевић
Војислав Војо Димитријевић (Сарајево, 20. мај 1910 — Сарајево, 12. август 1980) био је југословенски, српски и босанскохерцеговачки сликар и један од оснивача Collegium Artisticum.

## Биографија
Војо Димитријевић је рођен у Сарајеву, гдје је завршио основно и средње образовање. Током средње школе, Димитријевић је показао изниман талент за сликарство, па је учествујући на изложби ђаћких радова у Прагу, и освајајући прву награду, дефинисао свој животни пут. Након завршетка гимназије, одлази у Београд гдје је студирао сликарство у Краљевској уметничкој школи у Београду. Након тога као млад и перспективан сликар, добија могућност да у Паризу проведе годину дана на усавршавању. Доласком у Париз, ментор му је био познати француски сликар Андре Лот. Прва самостална изложба Воје Димитријевића је била 1933. године у Београду. Тих година, Димитријевић се у својим дјелима базирао на социјалне тематике. Његове слике из овог периода су приказивале градску сиротињу, и њен живот.
Димитријевићеве слике, су настајале под утицајем разних сликарских праваца. Између осталог правци који су имали утицај на Димитријевићев рад су: фовизам, надреализам и експресионизам, а на посљетку и апстрактно сликарство, али у многим дјелима остаје вјеран реализму. Његов умјетнички изражај развијао се од социјално ангажованог сликарства, преко геометријске апстракције, па све до концептуалних сликарских пракси. Већ као формиран умјетник, који је иза себе имао успјешне изложбе, а пред собом свијетлу будућност, са двадесет осам године поново одлази у Париз, гдје под утицајем Грађанског рата и Пикасовог рада, ствара једно од својих најзначајнијих дјела, Шпанија, 1937. У исто вријеме настаје и једнако познато дјело Сјећање на моју земљу Босну. У Паризу се задржао двије године, и са новостеченим умјећем и знњем, враћа се у свој град гдје половином 1939. године с колегама и истомишљеницима оснива Умјетничко друштво Колегијум Артистикум. Године 1939. грађани Сарајева су имали прилику да погледају прву самосталну изложбу Воје Димитријевића, најзначајнијег сликара овог града.
Учествовао је и у Другом свјетском рату, када ради на пропагандним пројектима. У првим годинама након рата, Војо слика теме рата и послијератне обнове, те оснива прву Умјетничку школу и Удружење ликовних умјетника. Више пута је биран за предсједника Удружења ликовних умјетника БиХ, а постао је и члан Академије наука и умјетности БиХ. Након завршетка Другог свјетског рата, најзначајнији пројекти Воје Димитријевића, који су обиљежили како његов рад, тако и сам град Сарајево су велика композиција за спомен собу Младој Босни, као и модел за стопе Гаврила Принципа, које ће бити утиснуте у бетону као споменик Сарајевском атентату, те велике композиције у кафани Парк и у Фабрици дувана Сарајево. У годинама након рата настају и дјела Сарајево у киши и Јабланови, као и његове велике композиције Катастрофа и Живот.